# Moschea di Forlì
La moschea di Forlì è una moschea inaugurata nel maggio 2017 in via Masetti a Villa Selva, ai margini del fiume Ronco e della zona industriale di Coriano, a Forlì.
La costruzione della moschea, ricavata dalla ristrutturazione di un capannone agricolo a seguito di una variante urbanistica approvata nel 2010, è costata in tutto 800.000 euro, raccolti dalla comunità islamica forlivese. La moschea, di 530 metri quadrati, può ospitare fino a 350 fedeli ed ha una cupola semitrasparente e un minareto di 17 metri.
La moschea è gestita dal Centro culturale islamico di Forlì, presieduto dal tunisino Hicheam Khamassi. Il portavoce della moschea è Fabrizio Abdussalam Rappini, romagnolo ex comunista convertito all'Islam.